# Шовенкур Провмон
Шовенкур Провмон (фр. Chauvincourt-Provemont) насеље је и општина у северној Француској у региону Горња Нормандија, у департману Ер која припада префектури Andelys.
По подацима из 2011. године у општини је живело 343 становника, а густина насељености је износила 31,67 становника/km². Општина се простире на површини од 10,83 km². Налази се на средњој надморској висини од ??? метара (максималној 102 m, а минималној 64 m).

## Демографија
| 1962. | 1968. | 1975. | 1982. | 1990. | 1999. | 2011. |
| ----- | ----- | ----- | ----- | ----- | ----- | ----- |
| 281   | 289   | 263   | 243   | 248   | 293   | 343   |

График промене броја становника у току последњих година